# U-670
Unterseeboot 670 foi um submarino alemão do Tipo VIIC, pertencente a Kriegsmarine que atuou durante a Segunda Guerra Mundial.

## Comandantes
| Comandante            | Data                                         |
| --------------------- | -------------------------------------------- |
| Oblt. Guido Hyronimus | 27 de janeiro de 1943 - 20 de agosto de 1943 |

## Subordinação
Durante o seu tempo de serviço, esteve subordinado às seguintes flotilhas:
| Período                                      | Flotilha                                |
| -------------------------------------------- | --------------------------------------- |
| 26 de janeiro de 1943 - 20 de agosto de 1943 | 5. Unterseebootsflottille (treinamento) |